# Katchi
Singles de Ofenbach
Be Mine
(2016) Party
(2018)
Katchi est un single du groupe français Ofenbach sorti le 25 août 2017. Le single connait un succès en atteignant la première place des singles en France. C'est une reprise du titre portant le même nom de Nick Waterhouse et Leon Bridges.

## Classements
| Classements (2018)                      | Meilleure position |
| --------------------------------------- | ------------------ |
| Allemagne (Media Control AG)            | 9                  |
| Autriche (Ö3 Austria Top 40)            | 5                  |
| Belgique (Wallonie Ultratop 50 Singles) | 12                 |
| France (SNEP)                           | 1                  |
| Italie (FIMI)                           | 19                 |
| Suisse (Schweizer Hitparade)            | 6                  |